# Xian de Xiping
Le xian de Xiping (西平县 ; pinyin : Xīpíng Xiàn) est un district administratif de la province du Henan en Chine. Il est placé sous la juridiction de la ville-préfecture de Zhumadian.

## Démographie
La population du district était de 822 574 habitants en 1999.